# Неважно, кто там у руля
«Неважно, кто там у руля» — восьмой и последний студийный альбом российского рэпера Децла, выпущенный 20 ноября 2018 года.

## Об альбоме
В 2018 году ДеЦл представил сборник Acoustic, записанный совместно с музыкантыми группы «Animal ДжаZ» при участии панк-рок группы «Последние танки в Париже», DJ Worm и Bender. На сборнике представлена другая версия песни «Новая волна».
В начале 2010-х годов Децл анонсировал трилогию альбомов «Децилион». «Неважно, кто там у руля» стал завершающей пластинкой проекта. Над вошедшими в альбом песнями музыкант работал в течение нескольких лет. В текстах композиций Децл критикует молодых рэп-коллег, анализирует происходящее с жанром и размышляет над проблемами современного мира. На волне всплеска интереса к творчеству исполнителя после его смерти 3 февраля 2019 года «Неважно, кто там у руля», наряду с другими альбомами рэпера, пробился к вершинам отечественных чартов, достигнув 5-го места в Apple Music и 2-го в iTunes.

## Список композиций
| №   | Название                                            | Длительность |
| --- | --------------------------------------------------- | ------------ |
| 1.  | «Сигналы»                                           | 3:22         |
| 2.  | «Кто там у руля?! (Prod by Lakky One Star x N.E.O)» | 3:18         |
| 3.  | «Мысли глубоко»                                     | 3:29         |
| 4.  | «Узурпаторов план (Prod by Lakky One Star x N.E.O)» | 3:09         |
| 5.  | «Пирога кусок (Prod by Lakky One Star)»             | 3:40         |
| 6.  | «Сине-красные огни»                                 | 3:03         |
| 7.  | «Новая волна v2.0»                                  | 2:53         |
| 8.  | «Меломанов плейлисты»                               | 3:10         |
| 9.  | «Бульбик или бонг»                                  | 3:05         |
| 10. | «Подсказки на битах»                                | 3:58         |
| 11. | «Fibonacci»                                         | 3:57         |

## Чарты
| Чарты (2019)         | Высшая позиция |
| -------------------- | -------------- |
| Россия (Apple Music) | 5              |
| Россия (iTunes)      | 2              |